# Walter Birnbaum
Walter Robert Oswald Birnbaum (Zittau, 9 de abril de 1897 — fevereiro de 1925) foi um físico alemão.